# Ganganahalli, Mulbagal
Ganganahalli là một làng thuộc tehsil Mulbagal, huyện Kolar, bang Karnataka, Ấn Độ.